# Marissa Cooper
Pour les articles homonymes, voir Marissa et Cooper.
 (janvier 2008).
Si vous disposez d'ouvrages ou d'articles de référence ou si vous connaissez des sites web de qualité traitant du thème abordé ici, merci de compléter l'article en donnant les références utiles à sa vérifiabilité et en les liant à la section « Notes et références ».
Marissa Cooper est un personnage fictif de la série télévisée Newport Beach interprété par l’actrice Mischa Barton.

## Biographie fictive

### Contexte de pré-saison
Marissa Cooper est née en 1988 de l'union de Julie Cooper et Jimmy Cooper. Elle est la sœur aînée de Kaitlin Cooper. Elle a grandi à Newport Beach dans une luxueuse maison. Elle est présentée comme une riche mondaine et l'une des plus populaires filles du lycée Harbor. Elle entretient d'étroites relations avec sa meilleure amie Summer Roberts et a pour petit ami Luke Ward. La jeune fille est cependant fragile et peu confiante, avec une mère qui surveille tout et qui la contrôle. De plus, elle découvre que son petit ami la trompe, et se trouve face à une mère qui lui dit de passer l'éponge.

### Saison 1
Marissa apparaît dans le premier épisode de la série, et fait immédiatement la rencontre de Ryan Atwood, le jeune déshérité que Sandy Cohen souhaite accueillir chez lui pour quelque temps. Elle est à ce moment-là toujours engagée dans sa relation avec Luke, mais sent petit à petit quelque chose s'installer en elle jusqu'à découvrir que Luke la trompe avec une autre lycéenne, Holly. Elle se retrouve ensuite dans une relation compliquée avec Ryan, constituée de ruptures et de disputes successives.
Entre-temps, son père Jimmy connaît de graves problèmes financiers à la suite de mauvais placements avec l'argent de ses clients. Il se retrouve vite esseulé et contraint de divorcer avec Julie Cooper-Nichol. Marissa se noie alors dans l'alcool et les analgésiques, fait une overdose à Tijuana et est contrainte de suivre des séances thérapeutiques pour suivre une cure de désintoxication. Elle rencontre Oliver Trask au cours d'une de ces sessions et bientôt ils deviennent de bons amis, au grand dam de Ryan.
Julie Cooper-Nichol entretient pendant ce temps une certaine relation officielle avec Caleb Nichol, le père de Kirsten Cohen, et officieuse avec l'ex-petit ami de Marissa, Luke. Luke et Julie se retrouvent en secret pour uniquement coucher ensemble, même si Luke finira par avouer qu'il ressent de réels sentiments amoureux pour la mère de Marissa. En apprenant la liaison cachée que Luke entretient avec sa mère, Marissa décide de s'exhiler à Chino chez une amie d'enfance et ex-petite amie de Ryan appelée Theresa Diaz. Marissa semble alors tomber profondément amoureuse de Ryan, mais leur relation est menacée une fois de plus lorsque Theresa vient à Newport vers la fin de la saison après avoir subi la violence conjugale de son petit ami Eddie. Theresa révèle à Marissa qu'elle est enceinte, et ne sait pas si le père est Ryan ou Eddie.
La fin de la saison est marquée par le départ de Ryan pour Chino afin d'aider Theresa à élever le bébé. Marissa emménage dans la maison de Caleb Nichol après que lui et sa mère se soient mariés.

### Saison 2
Au début de la saison, Marissa flirte encore avec les limites de l'acceptable en abusant de l'alcool, et en entretenant une relation secrète avec le jardinier du couple Cooper-Nichol. Se sentant opprimée dans sa prison dorée, et en mal d'amour depuis le départ de Ryan, elle rejette son mal-être sur sa mère, avec laquelle elle entretient une relation tendue. Elle enchaînera ensuite son amourette avec DJ le jardinier par une phase lesbienne, durant laquelle elle sort avec Alex Kelly, gérante d'un club de Newport. Mais cela ne durera pas, et elle se remettra de nouveau avec Ryan, celui-ci revenu de Chino entre temps. Elle fera la connaissance de Trey Atwood, le frère de Ryan sorti de prison et tissera des liens que l'on peut qualifier d'amicaux. Ce dernier tentera de la violer, mais elle réussira à le repousser. Apprenant la nouvelle, Ryan décide de régler le différend avec son frère par la violence. Trey prendra le dessus sur son cadet et s'apprête à le tuer quand Marissa intervient et tire une balle sur l'aîné.

### Saison 3
À la suite de la fusillade, Marissa et Ryan rencontrent de nombreux problèmes. Marissa, étant celle qui a tiré sur Trey, est renvoyée de Harbor et est contrainte de passer sa dernière année de lycée à Newport Union, lycée public. Elle ne se fond pas vraiment dans la masse et ne s'y fait pas beaucoup d'amis, considérée comme superficielle. Elle se fait tout de même quelques amis, dont Johnny Harper et sa bande. Johnny est en couple à ce moment-là avec Casey, mais il n'est pas indifférent au charme de Marissa et il commence à avoir des sentiments pour elle. En effet, à la suite de ce qu'il s'est passé dans la saison précédente avec Trey, Marissa sent qu'elle peut parler à Johnny, ce dernier ayant déjà été dans une situation similaire (il a dû frapper son père pour protéger sa mère). Ryan n'accepte pas vraiment cette amitié et le couple rencontre quelques problèmes. Marissa est souvent invitée à regarder les compétitions de surf de Johnny, et pendant l'une d'elles, elle rencontre Kevin Volchok. Ce dernier entretenait une relation avec Casey, qui était la copine de Johnny. Il rompt donc avec Casey et est plus que jamais décidé à conquérir le cœur de Marissa. À la suite d'un accident de voiture, Johnny ne peut plus surfer et perd toutes ses chances de gagner une place dans une grande équipe de surf. Marissa fait tout pour que le genou de Johnny soit rétablit, et sous l'emprise de médicament le jeune garçon lui avoue ses sentiments. Parallèlement Seth et Summer avaient élaborés un plan pour que Marissa réintègre Harbor, et ils réussissent après avoir découvert la relation mal-saine entre Taylor Townsend et Jack Hess. Après s'être rassurée pour Johnny, Marissa réintègre sa place à Harbor.
Kaitlin Cooper, petite sœur de Marissa, tisse des liens avec Johnny et les deux deviennent vite amis, bien que Kaitlin continue sans cesse de faire des avances à Johnny. Cette amitié embête Marissa mais elle sort toujours avec Ryan. Lors d'une soirée sur la plage, Johnny, avec une alcoolémie assez élevé dans le sang, monte sur une colline dans le but de mettre fin à ses jours. Bien que Ryan,Kaitlin et Marissa aient tout fait pour le raisonner, le garçon a trébuché et perd la vie. Marissa et Ryan rompent à nouveau. La jeune fille commence une nouvelle relation avec Kevin Volchok, ennemi juré de Johnny. Cette relation l'anéantie: elle replonge dans l'alcool et reprend des drogues sous l'influence de Kevin. Elle sèche les cours et ne traine plus tellement avec Summer, bien que la mère de Marissa soit mariée au père de Summer. Cependant, elle se rend vite compte que Volchok la trompe et en a la preuve au bal de promo. Elle rompt donc avec lui et se rend compte que ce fût une période noire et qu'elle mérite mieux, elle décide de quitter Newport pour rejoindre son père, Jimmy Cooper qui lui a trouvé un emploi sur un bateau. Ryan insiste pour accompagner Marissa à l'aéroport, Volchok les suivait et, pensant qu'ils s'étaient remis ensemble, décide de tuer Ryan. Ce qu'il devait se produire se produit, les deux voitures se rencontrent mais c'est Marissa la principale touchée par cet accident de voiture. Elle meurt donc dans les bras de Ryan Atwood, le seul qu'elle ait jamais aimé.

## Analyse du personnage

### Toxicomanie
Marissa Cooper est présentée comme un personnage complexe dont les relations avec ses amis et sa famille vont changer considérablement au cours des saisons. Le personnage est en particulier caractérisé par des problèmes de toxicomanie. Dès la saison 1, son problème avec l'alcool est mis en évidence lorsqu'elle se retrouve abandonnée par ses amis sur le seuil de sa porte après une soirée trop arrosée. Dans un autre épisode elle fait une overdose à Tijuana, au Mexique après avoir mélangé alcool et médicaments. Dans l'épisode de la saison 4 "Un univers parallèle", On peut voir que Marissa serait morte à ce moment-là sans la présence de Ryan. Toutefois, le personnage semble bâtir des liens solides avec ses amis, en particulier avec sa meilleure amie Summer Roberts. L'intrigue se focalise par ailleurs de manière assez significative sur ses relations compliquées avec Ryan Atwood.

### Sexualité
La sexualité de Marissa Cooper a été débattue et critiquée par de nombreux fans et observateurs de la série. [réf. souhaitée] Sa relation lesbienne avec le personnage d'Alex Kelly au cours de la saison 2 fut notamment perçue comme une incohérence dans le caractère du personnage. [réf. souhaitée] Jusqu'alors, Marissa ne s'était engagée que dans des relations hétérosexuelles, en particulier avec Luke Ward au début de la saison 1. Ce fut en particulier avec lui qu'elle perdit sa virginité.
Toutefois, le créateur de la série Josh Schwartz se justifia en disant que la phase lesbienne de Marissa fut bel et bien provoquée par de réels sentiments amoureux. [réf. souhaitée]